# Matthew Good Band
Le Matthew Good Band est un groupe rock canadien, formé en 1995 et dissous en 2002.
Les membres du groupe étaient Matthew Good, Ian Browne, Dave Genn, et Geoff Lloyd, ce dernier étant remplacé plus tard par Rich Priske.
Matthew Good a entrepris une carrière solo après la séparation de son groupe.